# ガーラジャパン
株式会社ガーラジャパンは、ブラウザゲーム等のゲームソフトの開発や運営を行う日本の企業。本社は東京都渋谷区に所在。ガーラ（東京証券取引所スタンダード市場上場）の完全子会社。
現在、代表取締役CEOは金志芸（キム チエ）。

## 沿革
- 2007年（平成19年）
  - 4月 - 株式会社ガーラモバイルとして設立。
  - 9月 - 携帯電話向けポータルサイト事業を開始。
- 2008年（平成20年）7月 - 親会社のガーラからオンラインゲーム事業の営業譲渡を受け、現社名に変更。
- 2010年（平成22年）3月 - 携帯電話向けオンラインゲームポータル事業を終了。
- 2015年（平成27年）4月 - 株式会社ガーラポケットを吸収合併。

## 主な商品

### 過去
PC向けゲーム関連のポータルとして「gポテト」を運営した。また、携帯電話向けゲームのポータルサイトとして「ポテmo」も運営していた。

#### PC向け
- FOX-Flame Of Xenocide-（2019年11月15日サービス終了[2]） ※韓Fox Games開発、DMM配信

#### スマートフォン向け
- Flyff All Stars (2016年10月12日サービス終了[3]) ※韓Gala Lab開発
- Flyff Puzmon (2016年10月12日サービス終了[3]) ※韓Gala Lab開発
- Flyff Legacy (現フリフ。2018年5月10日Gala Labへパブリッシャーを移行[4]) ※韓Gala Lab開発
- ARCANE-アーケイン- (2019年3月20日サービス終了[5]) ※韓PlayWorks開発[6]
- FOX-Flame Of Xenocide- (2019年7月25日サービス終了[7]) ※韓Fox Games開発

#### gポテト
- ストリートギアーズ（2009年9月15日にオープンサービス中止[8]） ※韓NFlavor (後のガーララボ) 開発
- IL:Soulbringer（2011年11月15日にサービス中止[9]） ※韓NFlavor (後のガーララボ) 開発
- 英雄の城（2011年12月20日にサービス終了） ※中Snail Games開発
- アイリスオンライン（2012年12月25日にサービス終了[10]） ※韓EYA Interactive開発
- フリフオンライン（2017年9月29日にサービス終了[11]） ※韓Aeonsoft開発
- Rappelz（2018年2月28日にサービス終了[12]） ※韓NFlavor (後のガーララボ) 開発